# ジャンヌ＝マリー・ダルレ
ジャンヌ＝マリー・ダルレ（Jeanne-Marie Darré, 1905年 ジヴェ – 1999年1月26日 ル・ポール＝マルリー）はフランスのピアニスト。ショパンやリストのピアノ独奏曲や、サン＝サーンスの協奏曲の、叙情的で優雅な解釈で名高い。レジオン・ドヌール勲章やフランス芸術文化勲章シュヴァリエ章を授与された。

## 略歴
パリ音楽院でイシドール・フィリップとマルグリット・ロンに師事し、ガブリエル・フォーレやカミーユ・サン＝サーンス、モーリス・ラヴェルらにも学んだ。
14歳でデビューし、16歳で最初の録音を行なう。21歳のときにポール・パレーの指揮の下でラムルー管弦楽団と共演し、単独の演奏会でサン＝サーンスのピアノ協奏曲を全曲演奏する。ヨーロッパで最初の演奏旅行を行なったのを皮切りに、1980年代に演奏活動から引退するまで定期的に演奏活動を行なった。ただしアメリカ合衆国での演奏は、1962年に2月に、シャルル・ミュンシュの指揮するボストン交響楽団とカーネギーホールで初共演したのが唯一の機会となった。1958年から1975年までパリ音楽院の教授として後進の指導に当たった。主な弟子にイレーナ・ヴェレッドやマリレーヌ・ドッスらがいる。